# Ітай-ітай
Хвороба ітай-ітай (яп. 痛い痛い病 або イタイイタイ病 ітай-ітай бьо: — «хвороба "ой-ой боляче"», названа так через дуже сильних, нестерпних болів) - хронічна інтоксикація солями кадмію, яка вперше була відзначена в 1950 році в японській префектурі Тояма. Хронічна інтоксикація солями кадмію приводила не тільки до нестерпних болів у суглобах і хребті, а й до остеомаляції і ниркової недостатності, яка часто закінчувалася смертю хворих.

## Причина
Захворювання було викликано отруєнням кадмієм через видобуток корисних копалин в префектурі Тояма. Найбільш ранні відомості про видобуток золота в районі датуються 710 р. н. е.. Регулярний видобуток срібла почався в 1589 році, і незабаром після цього, почався видобуток свинцю, міді і цинку. Збільшення попиту на сировину під час російсько-японської війни, а потім і першої світової, а також нові європейські технології гірничого добування збільшили вихід руди і зробили рудники Каміокі в Тояма, одними з найбільших у світі. Збільшення виробництва руди відбулося також в період між світовими війнами.
Починаючи з 1910 року і аж до 1945, значно збільшився видобуток кадмієвих руд, і тому, найперші згадки про дане захворювання з'явилися близько 1912 року. Видобуток корисних копалин, контрольований гірничо-металургійною компанією «Міцуї», ще більше збільшився до початку другої світової війни, щоб задовольнити потреби військової промисловості. Згодом це призвело до ще більшого забруднення солями важких металів, перш за все, кадмію, річки Дзіндзя та її притоку. Води річки Дзіндзя використовувалися, в основному, для зрошення рисових полів і господарських потреб. На річці та її притоках також було розвинене рибальство.
Тривале споживання в їжу рису з зрошуваних Дзіндзя полів і риби, виловленої в річці, призвело до накопичення в організмі жителів префектури Тояма солей важких металів і, передусім, кадмію.
Аж до 1946 року причину дивної хвороби жителів префектури пояснити не могли і відносили її або до якоїсь природно-вогнищевої хвороби або до невідомої бактеріальної інфекції.
Дослідження причини дивної хвороби були розпочаті медиками в 1940–1950 роки. Спочатку причиною захворювання називали отруєння свинцем, так як за 30 км вгору за течією перебувала свинцево-рудна шахта. Тільки в 1955 році доктор Хагіно з колегами припустив, що дивна хвороба може бути викликана хронічним отруєнням солями кадмію. У 1961 році префектура Тояма провела розслідування, яке поклало всю відповідальність за забруднення навколишнього середовища і отруєння жителів префектури солями кадмію та інших важких металів на компанію «Міцуї».
У 1968 році Міністерство охорони здоров'я та соціального забезпечення Японії виступило із заявою про симптоми хвороби, викликаної отруєнням солями кадмію.
Скорочення рівня вмісту солей кадмію у водах річки Дзіндзя привело до скорочення числа нових жертв хвороби. Нових випадків захворювання не було зареєстровано з 1946 року. Хоча основна частина хворих хворобою ітай-ітай були жителями префектури Тояма, урядом Японії постраждалі також були зареєстровані і в п'яти сусідніх префектурах.

## Симптоми
Одним з основних симптомів отруєння солями кадмію є остеомаляція — дуже сильний біль в кістках, суглобах і хребті, гіпотонія і гіпотрофія м'язів, патологічні переломи і деформації кісток. Також у хворих з'являється кашель і анемія. Найгрізнішим ускладненням є ниркова недостатність, яка призводить до смерті хворого.
Нещодавні дослідження на тваринах показали, що отруєння солями кадмію самого по собі недостатньо, щоб викликати всі симптоми захворювання. Ці ж дослідження показали, що ключову роль у розвитку ниркової недостатності грає пошкодження мітохондрій ниркових клітин.

## Судові позови
У 1968 році до суду префектури Тояма були подано 29 позовів (9 позовів від самих постраждалих і 20 від членів сімей постраждалих) на «ТОВ Гірничо-металургійна компанія "Міцуї". У червні 1971 року суд визнав «ТОВ Гірничо-металургійну компанію "Міцуї"» винною. Згодом компанія «Міцуї» оскаржила рішення суду першої інстанції в окружний суд в Канадзава, але в серпні 1972 року апеляція була відхилена. Компанія «Міцуї» погодилася оплатити медичне обслуговування постраждалим, фінансувати моніторинг стану ґрунту та вод в префектурі Тояма, а також виплатити компенсації жертвам захворювання.
Особа вважається хворою на ітай-ітай, якщо він або вона проживали в забруднених районах, у хворого є патологія нирок, остеомаляція, які, однак, не пов'язані із захворюваннями серця. З 1964 року хворими були визнані 184 людини, з яких 54 людини визнані хворими в період з 1980 по 2000 роки. 388 осіб були визначені як потенційні жертви хронічної інтоксикації солями кадмію, які офіційно ще не були вивчені. Станом на 1993 рік 15 жертв хвороби ітай-ітай ще були живі.

## Економічний збиток
Солями кадмію на території Японії були забруднені багато сільськогосподарських райони. Забруднення солями інших важких металів були піддані багато районів Японії. Наслідком цього стало прийняття в 1970 році Парламентом Японії «Закону про попередження забруднення ґрунтів сільськогосподарського призначення». Згідно з цим законом в районах, де забруднення ґрунту перевищує ГДК, дані ґрунти виводяться із сільськогосподарського обороту та підлягають рекультивації.
До 1977 року підлягали рекультивації 1500 га сільськогосподарських угідь по берегах річки Дзіндзя. Станом на 1992 рік залишалися забрудненими тільки 400 га ґрунту.